# Rasmus Lauge Schmidt
Rasmus Lauge Schmidt (Randers, 20 giugno 1991) è un pallamanista danese, terzino del Bjerringbro Silkeborg e della nazionale danese.
Gioca in nazionale dal 2010 e con essa ha partecipato a tre edizioni dei Giochi olimpici (2012, 2016, 2024), vincendo la medaglia d'oro nel 2024. Inoltre ha vinto il mondiale nel 2019, 2023 e 2025, ed ha ottenuto due secondi posti ai campionati mondiali (2011, 2013) e vinto un campionato europeo nel 2012.